# Передеякулят

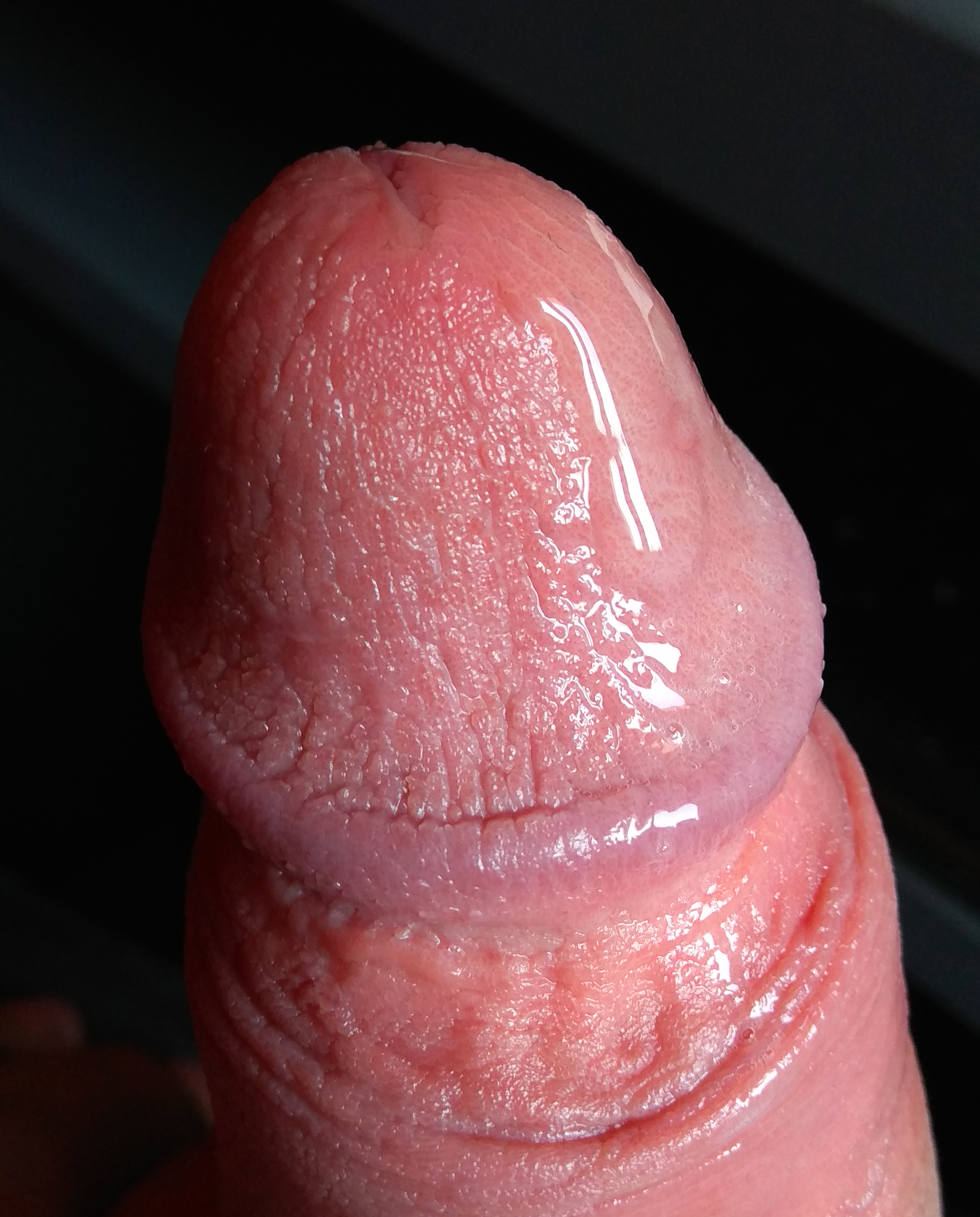
Передеякулят

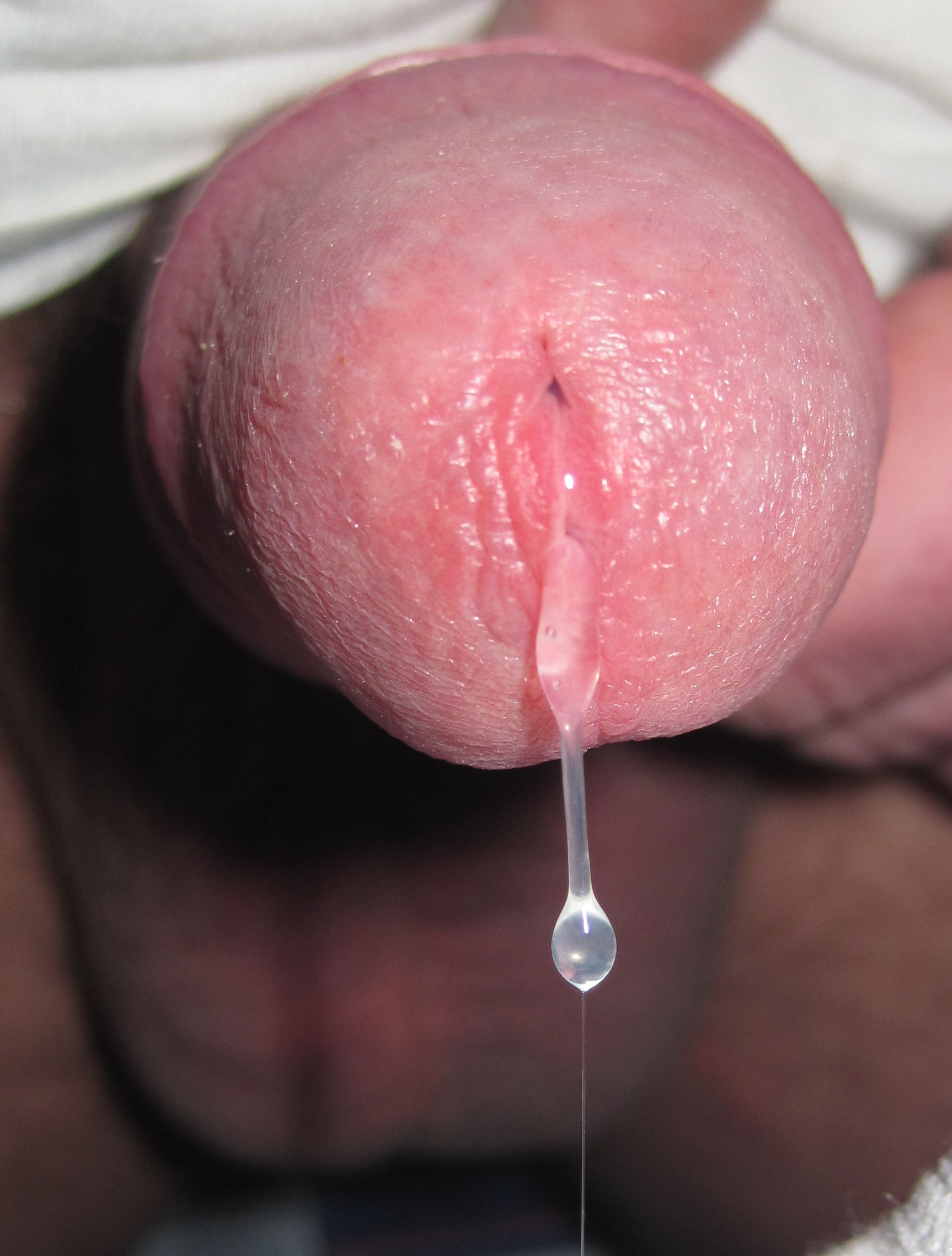
Передеякулят

Передеякулят (англ. pre-ejaculate) — прозора, безбарвна, в'язка передсім'яна рідина, яка виділяється з сечівника статевого члена чоловіка назовні, коли він приходить в стан статевого збудження. Поява передеякуляту неминуча в циклі сексуальної відповіді чоловіка. Цей секрет виділяється чоловіком також під час мастурбації, при підготовці до статевого акту, на ранній стадії статевого акту та за деякий час перед тим, коли чоловік повністю досягне оргазму і у нього відбудеться еякуляція.

## Вміст сперми
Деякі дослідники вважають, що це «перехресне зараження» спермою, яка може бути в уретрі після попереднього статевого контакту, оскільки рідина перед еякулятом і сперма проходять через уретру.

## Передеякулят і вагітність
Хоча ймовірність завагітніти від рідини перед еякулятом є відносно низькою та може відрізнятися від людини до людини, 27% тих, хто використовує вилучення як звичайну форму контрацепції, закінчують вагітністю.

## Передеякулят і ІПСШ
Рідина перед еякулятом може переносити бактерії та віруси. Використання методу вилучення не захистить від ІПСШ, включаючи ВІЛ.